# Клейстотеції

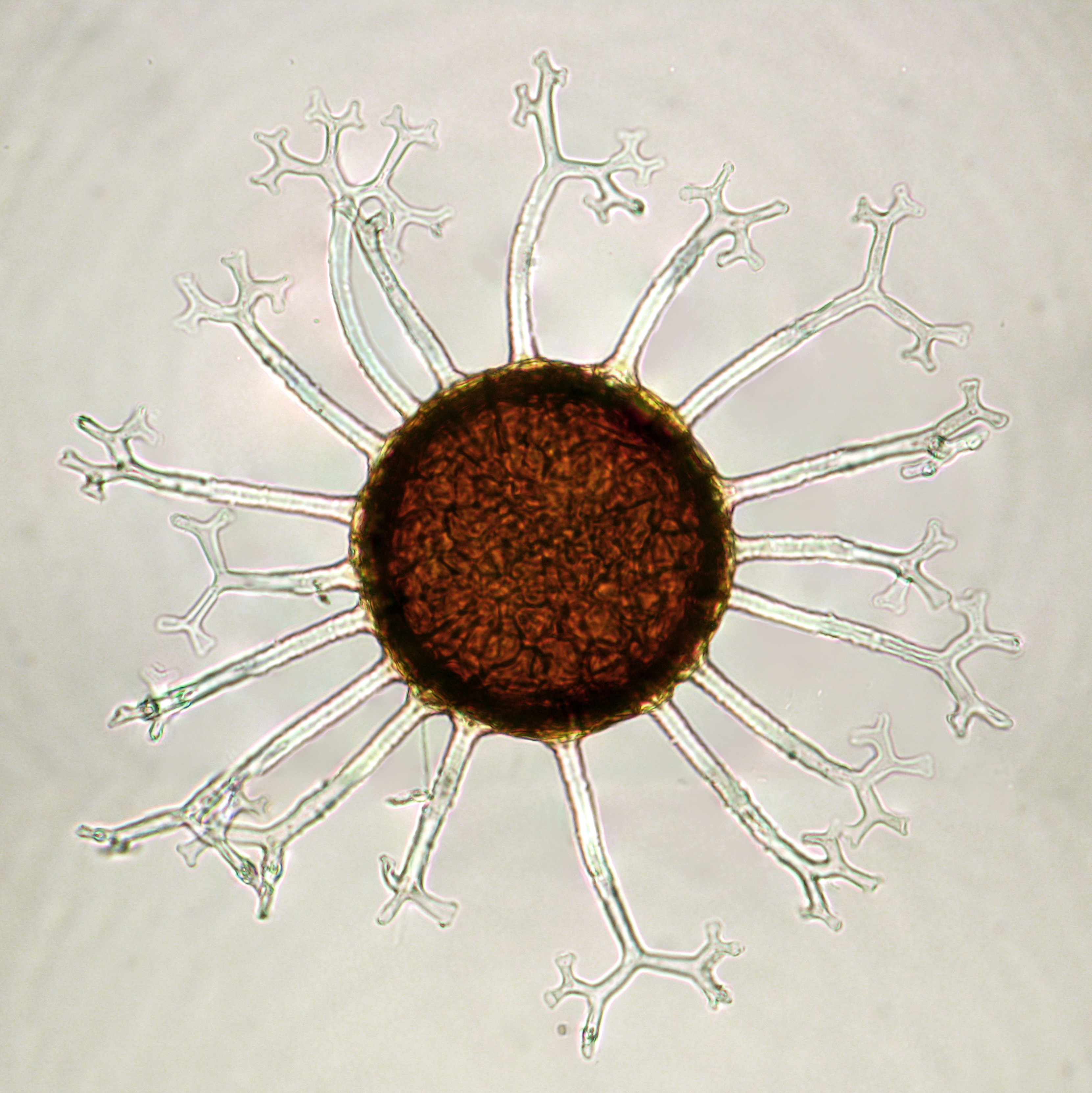
Клейстотецій гриба родини Erysiphe

Клейстотеції — повністю закриті плодові тіла грибів.

## Будова
Містять тільки сумки, стерильні елементи (парафізи) в них відсутні. Сумки розположені неорганізовано у внутрішній плектенхімі або утворюють пучок чи шар. Зрілі аскоспори вивільняються з клейстотеція або після руйнування перидія, або в результаті розриву під натиском набухших сумок. У деяких грибів (Cephalotheca savoryi, Batistia annulipes) перидій відкривається у визначному місці.